# Antonia Birnbaum
Pour les articles homonymes, voir Birnbaum.
 (mai 2013).
Si vous disposez d'ouvrages ou d'articles de référence ou si vous connaissez des sites web de qualité traitant du thème abordé ici, merci de compléter l'article en donnant les références utiles à sa vérifiabilité et en les liant à la section « Notes et références ».
Antonia Birnbaum est une philosophe française, née le 30 novembre 1960 à Oxford (Angleterre).

## Biographie
Docteure en Philosophie, qualifiée aux fonctions de professeur des universités en 17e section. Ancien directeur de programme au Collège International de Philosophie, Maître de Conférences (HDR) au Département de Philosophie de l’Université Paris VIII. Spécialiste de la philosophie allemande moderne et contemporaine et de philosophie esthétique. 

## Publications

### Livres
- ''Nietzsche'', les aventures de l'héroïsme. Collection Critique politique, dirigée par Miguel Abensour. Paris, éditions Payot, 2000. [Traduit en espagnol : Las aventuras del heroismo, Mexico, Fondo de cultura economica, 2004].
- Le vertige d'une pensée. Descartes corps et âme. Lyon, Éditions Horlieu, 2003.
- Bonheur Justice, Walter Benjamin, le détour grec. Collection Critique politique, dirigée par Miguel Abensour. Paris, éditions Payot, 2009.
- Ce fut un amour contingent et arbitraire (publication collective). Éditions École supérieure des beaux-arts de Toulouse, 2009.

### Préfaces, articles depuis 2000
- "Peut-on penser la sympathie?", préface à Max Scheler, Nature et formes de la sympathie. Paris, éditions Payot, 2003.
- "La sobriété, de Phillippe Lacoue-Labarthe à Friedrich Hölderlin" in, Philippe Lacoue-Labarthe, La césure et l’impossible. Lignes, Paris, 2010.
- "La vie des étudiants est un grand transformateur" in, Lettre des écoles d’art, Jacques Sauvageot (éd.), no 2, 2010.
- "Universitäten heute" in, Manfred Rudersdorf, Wolfgang Höpken et Martin Schlegel (éd.), Wissen und Geist, Leipzig, Universitätsverlag, 2009.
- "Pour une critique politique du devoir de mémoire" in Patrick Vauday, Josip Rastko Mocnik, Paula Zupanc et Drago B. Rotar (éd.), Histoire de l’oubli en contextes postsocialiste et postcolonial, Koper, Zalozba Annales, 2009.
- "Kleist sténographe" in, Les Cahiers philosophiques de Strasbourg, Faculté de philosophie de Strasbourg, no19, 2006
- "Die Lockung der Sirenen. Vom materialistischen Denken zum Denkmaterial" in, Dialektik, Zeitschrift für Kulturphilosophie, no 2, 2006
- "Miguel Abensour, collectionneur et utopiste" in, Anne Kupiec et Étienne Tassin (éd.), Critique de la politique. Autour de Miguel Abensour, Paris, Sens & Tonka, 2006
- "Feuerbach excentrique ou comment il traversa le ruisseau de feu" in, Philippe Sabot (éd.), Héritages de Feuerbach, Lille, Presses universitaires de Lille / Septentrion, 2008.
- "Portrait of Nietzsche as a Cynic : From Irony to Humour" in, Franson Manjali (éd.), Nietzsche Philologist, Philosopher and Cultural Critic, Allied Publishers Pvt. Limited, New Dehli, 2006
- "Un pas de côté. Jacques Rancière" in, Pylône no 4, été 2005.
- "L'autoportrait comme forme d'expérience métaphysique" in, Pylône, no 3, automne 2004.
- "Zwischen früher und später" in, Andreas Gelhard, Ulf Schmidt und Tanja Schultz (éd.), Ästhetische Wahrnehmeung und Zeiterfahrung, vol. 2 : Stillstellen. Medien / Aufzeichnung / Zeit, Schliengen, Editions Argus, 2004.
- "La mort de l’auteur, le retour aimable de l’auteur" in, Christiane Carlut (éd.), Copyright/Copywrong, Éditions Memo, [s.l.], 2003
- "Crisis, what crisis ?" in, Actes du séminaire du post-diplôme, Lyon, Éditions Rroz, Lyon, 2003.
- "Faire avec peu. Walter Benjamin et les moyens pauvres de la technique" in, Lignes, no 11 (Adorno-Benjamin), 2003.
- "K. sociologue. À propos des Employés de S. Kracauer" in, Tumultes, no 17-18 (L’École de Francfort. La Théorie critique entre philosophie et sociologie), mai 2002
- "Une éducation au point de vue cosmopolitique : Nietzsche disciple d’Emerson", in, Lignes, L’autre Nietzsche, Paris, Éditions Leo Scheer, février 2002.
- "Von Nietzsche zu Foucault. Das philosophische Selbstporträt" in, Dialektik. Zeitschrift für Kulturphilosophie, no 1, juin 2000.
- "Die unbestimmte Gleichheit. Jacques Rancières Entwurf einer Ästhetik der Politik" in, Günter Abel, Französische Nachkriegsphilosophie, Schriftenreihe des Frankreichzentrums der Technischen Universität Berlin, tome 2, Berlin, Verlag Arno Spitz et Nomos Verlagsgesellschaft, 2001.
- "La copie comme original" in, Michel Weemans (éd.), Reproductible, irreproductible, Éditions La Lettre volée, Bruxelles, 2001.
- "Figures héroïques de la modernité" in, Figures de l'art V : Figure, figural, figuré (1998, 1999), Revue de Sica, Esthétique et Sciences de l'art, Université Michel de Montaigne Bordeaux III, 2001.

### Catalogues
- « Préméditations de l’ordinaire » in, Paul Pouvreau, catalogue d'exposition, Musée d’Eychirolles, 1996
- « Le temps est à l'ocre » in, Marie-Odile Biry-Fétique, catalogue d'exposition, Association Art Aujourd'hui, Strasbourg, 1997
- « Dérives d'espaces » in, Jean-François Guiton, La Cargaison, catalogue d'exposition, Centre européen d'actions artistiques contemporaines, Strasbourg, 1998
- « Entre tôt ou tard » in, Ursula Wevers, Locomotivum, catalogue d'exposition, Éditions La Chaufferie, Strasbourg, 2000
- « Deux temps, trois mouvements. Olivier Nottellet » in, Artistes français, catalogue d’exposition, Manifesta, Francfort, 2002
- « Poursuite blanc sur blanc. Susanna Fritscher », catalogue d’exposition, Musée Zadkine, Paris, 2003
- « Pirogue tricycle sous-marin. Frédéric Brice » in, Jeunisme 1, catalogue, FRAC Champagne-Ardenne, Reims, 2003
- « Espaces en folie. Olivier Nottellet » in, Multitudes, no 15 (Art contemporain à la recherche du dehors), janvier 2004
- « Se prendre les pieds dans la lumière. Florence Carbonne » Catalogue d’exposition, Colomiers, Espace des arts, 2004
- « Prêt à tirer » in, Olivier Nottellet, La Semaine, 2005
- « Alibi anonyme » in, Paul Pouvreau, La Semaine, 2005
- « En peu d’image » in, Susanna Fristcher, Integral Ruedi Baur, 2006
- « RELAX. Sabine Anne Deshais », Catalogue d’exposition, Colomiers, Espace des arts, 2006
- « In abstracto », in Jean-François Guiton. Hinters Licht, Weserburg Museum, Brême, 2008
- « Théâtre » in, Le Printemps de Septembre à Toulouse. Là où je suis je n’existe pas », catalogue du festival, Christian Bernard (éd.), Toulouse, 2009.